# مصيدة أيونية

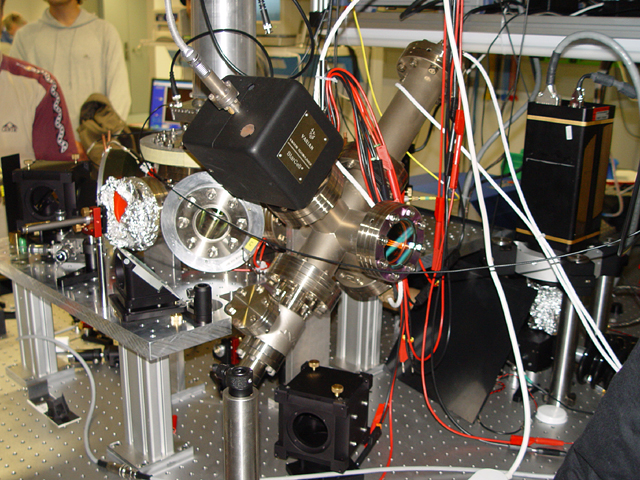
مصيدة أيونية، تستخدم للتجارب نحو تحقيق حاسوب كمومي.

المصيدة الأيونية هو مزيج من المجالات الكهربائية أو المغناطيسية المستخدمة لالتقاط الجسيمات المشحونة، غالبًا في نظام معزول عن بيئة خارجية. تمتلك مصائد الأيونات عددًا من الاستخدامات العلمية مثل قياس الطيف الكتلي، وبحوث الفيزياء الأساسية، والحالات الكمية المسيطرة. النوعان الأكثر شيوعًا من المصيدة الأيونية هما مصيدة بنينج، والتي تشكل إمكانية عن طريق مزيج من المجالات الكهربائية والمغناطيسية، ومصيدة بول التي تشكل إمكانات عبر مزيج من المجالات الكهربائية الساكنة والمتذبذبة. يمكن استخدام المصائد القاطعة لقياسات مغناطيسية دقيقة في التحليل الطيفي. تستخدم دراسات التلاعب الكمي في أغلب الأحيان مصيدة بول. قد يؤدي هذا إلى وجود حاسوب كمومي محصور، وقد تم استخدامه بالفعل لإنشاء الساعات الذرية الأكثر دقة في العالم. يمكن أن تستخدم مدافع الإلكترونات (وهو جهاز ينبعث منه إلكترونات عالية السرعة، تستخدم في أنابيب أشعة الكاثود) مصيدة أيونية لمنع تدهور الكاثود بواسطة الأيونات الموجبة.